# Talamus
Tálamus je siva možganovina jajčaste somerne oblike v zadajšnjem delu medmožganov (diencefalona) s številnimi jedri. Pomemben je pri prevajanju senzoričnih in motoričnih signalov v možgansko skorjo ter uravnavanju zavesti, spanja in budnosti. 
Talamus predstavlja del kompleksne strukture možganskih jeder hipotalamusa, epitalamusa, pretalamusa (ventralnega talamusa) in dorzalnega talamusa.

## Anatomija
Talamus leži v medmožganih blizu samega središča možganov. Živčna vlakna iz vseh smeri izhajajo iz talamusa in projicirajo v možgansko skorjo. 
Talamus je somerne oblike in ga gradita dve polovici, med obema se nahaja tretji možganski prekat.